# Manuel Anatol
Manuel Anatol Arístegui, (Irún, 8 de mayo de 1903 - 17 de mayo de 1990) fue un ingeniero franco-español, conocido principalmente por su actividad como futbolista y atleta en su juventud. Jugó en varios equipos de España y Francia y llegó a ser internacional con la selección francesa.

## Biografía
Manuel Anatol era natural del barrio irunés de Behovia, situado en la misma frontera con Francia. Sus padres regentaban una agencia aduanera en dicha localidad, y allí nació Manuel en 1903. Aunque nacido en territorio español, heredó la nacionalidad francesa de su padre, que era vascofrancés. Destacó desde niño tanto en el deporte como en los estudios lo que unido al próspero negocio familiar, le permitió cursar estudios de ingeniería, en Bilbao y Madrid.
Anatol jugó a lo largo de su carrera como defensa. En aquel entonces lo habitual era jugar con solo dos jugadores en la línea defensiva y Anatol solía jugar escorado hacia la derecha. Basaba buena parte de su juego en su poderío físico, ya que se trataba de un atleta de primer orden.
Sus primeros pasos deportivos los dio con el equipo local, el Real Unión de Irún. En noviembre de 1920, con 17 años de edad, era todavía jugador del equipo reserva del Real Unión, pero debutaba ya con el primer equipo en algún partido oficial, tal y como refleja la prensa de la época.
La carrera futbolística de Anatol era amateur y quedaba supeditada a sus estudios. Así en la temporada 1922/23 aparece militando en la Real Sociedad Gimnástica Española de Madrid, mientras estudiaba en la capital.

## Anatol atleta
Manuel Anatol era un atleta muy completo. En su juventud tomó parte durante varios años en pruebas atléticas con notable éxito. Su debut como atleta, defendiendo también los colores del Real Unión, fue en una prueba el 4 de septiembre de 1922 en San Sebastián, e igualó el récord español de los 200 metros lisos (23,4seg.), que tenía Diego Ordóñez.
En el verano de 1923, Anatol se proclamó campeón de España de los 100, 200 y 400 metros lisos; así como de los relevos 4 × 400 m integrando la selección guipuzcoana en los Campeonatos de España que se celebraron en Guecho (Vizcaya). Sin embargo en el Palmarés de la Federación Española de Atletismo figuran como ganadores de las pruebas los que quedaron clasificados en segunda posición. Este hecho se debe a que Anatol, a pesar de haber ganado aquellas pruebas y de haber acudido como representante de la Federación Guipuzcoana, no fue reconocido posteriormente como campeón de España por la Federación Española al ser de nacionalidad francesa.
Es posible que llegara a participar en los Juegos Olímpicos de París 1924 defendiendo los colores de la selección española. Esta hipótesis se basa en el hecho de que en dichos Juegos participó un deportista que figura como M.A. Arístegui en los registros del Comité Olímpico Español precisamente en la prueba de 400 metros lisos, la especialidad predilecta de Anatol. Estas iniciales se corresponden con las de Manuel Anatol con su segundo apellido (su apellido español). Este deportista no pasó de la primera ronda en la prueba de 400 metros lisos y según algunas fuentes de la época no llegó siquiera a presentarse a la prueba.
Con posterioridad a este período dejó la práctica del atletismo en favor de la del fútbol.

## Anatol futbolista

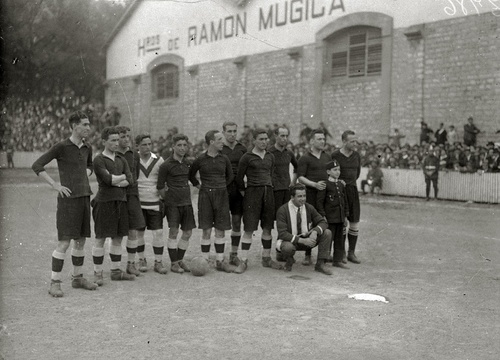
Real Unión, final de Copa, 1924. Anatol es el séptimo desde la izquierda

En 1923, tras una temporada en Madrid regresó al Real Unión. Con éste se proclamó Campeón de Copa en 1924. En marzo de 1925 reforzó al Athletic de Madrid en un amistoso que los rojiblancos jugaron contra el Boca Juniors.
Anatol militó en el Real Unión hasta 1926, aunque sus estudios interfirieron en su carrera deportiva, ya que debía ausentarse en ocasiones fuera de su localidad natal.
En la temporada 1925/26 quiso renunciar a jugar con el Real Unión, ya que se encontraba estudiando la carrera de ingeniería en Bilbao, y trató de gestionar su pase al Athletic Club. Sin embargo el equipo irunés no quiso finalmente dejarle marchar porque su sustituto no estaba dando la talla y Anatol volvió a jugar con los fronterizos a partir de octubre. Aun así, durante aquella temporada entrenaba con el Athletic y jugó algún amistoso con los rojiblancos, aunque en los partidos oficiales defendía la camiseta del Real Unión.
En 1926 obtuvo finalmente permiso de la federación para incorporarse al Athletic Club. Según las estadísticas de este club debutó con el Athletic de Bilbao en partido oficial el 10 de octubre de 1926 y en las dos temporadas que perteneció a la disciplina del club bilbaíno jugó 11 partidos.
En 1928 marchó a Francia a cumplir con el servicio militar obligatorio. Con la autorización de la federación española y mientras realiza el servicio militar en Francia jugó con el Racing de París. En paralelo, Anatol debutará con la Selección del Ejército Francés, con la Selección B de Francia y finalmente a comienzos de 1929, ya convertido en una estrella del fútbol francés, debuta con la selección francesa absoluta.
Durante la temporada 1929/30 sucesivos rumores dan como seguro que Anatol, una vez haya terminado el servicio militar, jugará en el Athletic Club de Bilbao, Real Madrid, Real Oviedo o Athletic de Madrid, pero Anatol permaneció en Francia, jugando en el Racing y en la selección francesa.
En 1932 regresa a España, para intentar acabar su largamente postergada carrera de ingeniería. Esta vez su destino es Madrid. Aunque en un principio se había comprometido con el Real Valladolid, finalmente fichó por el Athletic Club de Madrid, por presiones de su familia ya que este equipo era más adecuado para compaginar estudios y fútbol. Anatol estuvo una temporada en el Atleti jugando 7 partidos en Segunda División y 1 de Copa. Al producirse el cese de Walter Harris como entrenador rojiblanco tras haberse disputado tan sólo tres jornadas de Liga, se encomendó la dirección del equipo a Anatol, que compaginó la labor de jugador y entrenador hasta la penúltima jornada.
Al año siguiente, tras no llegar a un acuerdo con el Racing Club de Ferrol para entrenar, regresó de nuevo a Francia, donde jugó 2 temporadas más, primero en el Montpellier HSC y luego de nuevo en el Racing de París, club en el que se retiró en 1935, con 32 años de edad.
Anatol dirigiría una fábrica de armamento en Francia, cerca de París.

### Selección nacional
Fue internacional con la Selección de fútbol de Francia en 16 ocasiones.
Desde 1925 se conocía en Francia que Anatol era un jugador seleccionable, al ser de nacionalidad francesa, pero para poder ser convocado debía ser calificado por la Federación Francesa, y este hecho no podía hacerse sin permiso de la Federación Española donde estaba el jugador inscrito. La Federación Española por su lado consideraba tanto a Anatol como a René Petit, cuyo caso era muy similar, como jugadores asimilados, utilizando la terminología de la época como de nacionalidad deportiva española. Para la Federación el hecho de autorizar a los jugadores a alinearse con Francia implicaba la pérdida de su nacionalidad deportiva española, lo que traía consigo la pérdida de la licencia para jugar en España, al menos durante cierto tiempo. Este hecho privó a Anatol de jugar con Francia durante unos años. No fue hasta julio de 1928 que la Federación Española le permitió, como caso excepcional, jugar con Francia en partidos oficiales sin perder la nacionalidad deportiva española, poniendo como única limitación que no podría enfrentarse a España.
En 1929 cuando se le ofreció por fin la oportunidad de jugar con la Selección de fútbol de Francia, Anatol aceptó y se convirtió en un jugador habitual de les bleues entre 1929 y 1934, disputando 16 partidos internacionales. En 1930 era considerado una de las estrellas de la selección francesa, pero no acudió al Mundial 1930, ya que al disputarse éste en Uruguay acudir al mismo suponía ausentarse dos meses de su trabajo.
Es especialmente recordado el único gol que marcó como internacional, al batir al portero suizo Charles Pasche en el Estadio de Colombes el 23 de marzo de 1930 con un tiro desde larga distancia. Las fuentes de la época varían entre 40 y 55 metros.

### Curiosidades
- Era un gran aficionado al automovilismo y compitió con bastante éxito en algunas pruebas.[18]
- Pocos meses después de retirarse como futbolista surgió la noticia de que iba a entrenar al Athletic de Madrid durante la temporada 1935/36. La noticia resultó ser un "bulo"  surgido a raíz de que se le había visto en Madrid entrevistándose con una personalidad del Atleti, pero la reunión era por motivos ajenos al fútbol y el entrenador elegido finalmente fue el catalán José Samitier.[19] Anatol no llegó a tener nunca una carrera como entrenador de fútbol, al margen del período en que desempeñó este puesto en el Atlético siendo jugador del mismo.
- Dos hermanos de Manuel Anatol han sido condecorados con la Legión de Honor, la más importante condecoración francesa. Su hermana Maritxu, que siguió con el negocio familiar de la agencia de aduanas, fue una pieza importante de la Red Comète durante la Segunda Guerra Mundial y ayudó a decenas de aviadores aliados a atravesar la frontera franco-española. Su hermano menor, Jesús María, fue ingeniero químico y doctor en Ciencias Físicas. Descubridor de varios fármacos, fue asimismo condecorado.

## Clubes
| Club                              | País    | Años      |
| --------------------------------- | ------- | --------- |
| Real Unión                        | España  | 1920-1922 |
| Real Sociedad Gimnástica Española | España  | 1922-1923 |
| Real Unión                        | España  | 1923-1926 |
| Athletic Club                     | España  | 1926-1928 |
| Racing de París                   | Francia | 1928-1932 |
| Athletic de Madrid                | España  | 1932-1933 |
| Montpellier HSC                   | Francia | 1933-1934 |
| Racing de París                   | Francia | 1934-1935 |

## Títulos

### Campeonatos nacionales
| Título       | Club       | País   | Año  |
| ------------ | ---------- | ------ | ---- |
| Copa del Rey | Real Unión | España | 1924 |